# يوم آخر من الحياة
يوم آخر من الحياة (بالإنجليزية: Another Day of Life)‏ وهو كتاب يروي ثلاثة أشهر من الحرب الأهلية الأنغولية. يصف الكتاب تدهور العاصمة الأنغولية لواندا، وتحليل مختلف نقاط الضعف في جبهة الحركة الشعبية لتحرير أنغولا، والمراسلات عبر التلكس بين ريشارد كابوشينسكي ووكالة الأنباء البولندية، وتاريخ موجز للصراع في أنغولا حتى عام 1976.
حوّل الكتاب إلى فيلم وثائقي كامل من الرسوم المتحركة بنفس الاسم. بدأ تصوير الجزء الوثائقي من الفيلم في خريف 2013 في بولندا وأنغولا والبرتغال وكوبا. وصدر عام 2018 وأخرجه راؤول دي لا فوينتي وداميان نينو، وهو إنتاج مشترك بولندي وإسباني وألماني وبلجيكي وهنغاري. عُرض الفيلم لأول مرة في مهرجان كان السينمائي لعام 2018.